# Pogba
Pogba – singel polskiego piosenkarza i rapera Young Multiego z albumu studyjnego Nowa fala. Singel został wydany 22 lutego 2018. Tekst utworu został napisany przez Michała Rychlika.
Nagranie otrzymało w Polsce status złotej płyty w 2019 roku.
Singel zdobył ponad 29 milionów wyświetleń w serwisie YouTube (2023) oraz ponad 11 milionów odsłuchań w serwisie Spotify (2023).

## Nagrywanie
Utwór został wyprodukowany przez Got Barss. Tekst do utworu został napisany przez Michała Rychlika.

## Twórcy
- Young Multi – słowa i tekst[1][2][1]
- Got Barss – produkcja[1][2]

## Certyfikaty
| Kraj          | Certyfikat  |
| ------------- | ----------- |
| Polska (ZPAV) | złota płyta |